# Florea Diaconu
Florea Diaconu (n. 1922, Făgețel, Argeș – d. 1980, București) a fost un amiral român, care a fost comandant al Forțelor Navale Române în perioadele 1952-1954 și 1959-1961.

## Biografie
S-a născut la 5 aprilie 1922 în localitatea Făgețel(u), județul Argeș.
Studii: Gimnaziul Comercial Constanța (1940), cursul de locțiitori E.C.P. la Pitești (iul. - sept. 1945), cursul academic superior de perfecționare comandanți și șefi de state majore de mari unități de pe lângă Academia Militară Generală (ian. - iul. 1953)
Grade militare: soldat (apr. 1943), caporal (1943), sergent (1945), sergent major (sept. 1945), locotenent comandor (oct. 1949), căpitan de rangul II (aug. 1950), căpitan de rangul I (1951), contraamiral (cu o stea, 2 octombrie 1952), în rezervă la 6 mai 1968, viceamiral (r) - 8 mai 1971.
Funcții: funcționar de bancă (sept. 1936 - mai 1941), internat politic (mai 1941 - martie 1943), militar în termen la Regimentul de Infanterie marină (apr. - iun. 1943), furier și artilerist pe Monitorul „Brătianu” (iul. 1943 - sept. 1944), prizonier de război în U.R.S.S. (sept. 1944 - apr. 1945), militar în Secția tehnică din cadrul Diviziei 2 Infanterie voluntari "Horia, Cloșca și Crișan" (apr. - iul. 1945), locțiitor politic de baterie în Divizionul de Artilerie de coastă (sept. - oct. 1945) și pe Canoniera "Stihi" (oct. 1945 - mart. 1946).
Responsabil al Secției Militare Regionale Constanța (apr. - dec. 1946), instructor al C.C. al P.C.R. (dec. 1946 - sept. 1947), secretar al Comitetelor județene P.C.R. Tulcea (sept. 1947 - febr. 1948) și Slatina (febr. 1948 - oct. 1949).
Locțiitor politic al comandantului Forțelor Maritime Militare (oct. - dec. 1950), șeful Direcției Organizare Instructaj din D.S.P.A. (dec. 1950 - sept. 1952), comandant al Marinei Militare (20 sept. 1952 - 13 apr. 1954 și 30 martie 1959 - 19 apr. 1961), șef de stat major al Comandamentului Central al Gărzilor Muncitorești (1956 - martie 1959) și cercetător militar principal științific la Secția Istorică din M.St.M (sept. 1966 - mai 1968).
A fost înaintat la gradul de viceamiral (cu 2 stele) în rezervă la 6 mai 1971.
A decedat la 20 septembrie 1980 la București.

## Decorații
- Medalia „A cincea aniversare a Republicii Populare Române” (24 decembrie 1952) „pentru lupta și munca duse în vederea făuririi, consolidării și prosperării Republicii Populare Române”[3]
- Ordinul „23 August” clasa a IV-a (12 august 1959) „pentru contribuție activă la întărirea regimului democrat-popular”[4]
- Ordinul „Apărarea Patriei” clasa a III-a (10 august 1964) „pentru merite deosebite în opera de construire a socialismului, cu prilejul celei de a XX-a aniversări a eliberării patriei”[5]